# Списък на реките в Норвегия
Речната мрежа на Норвегия е гъста. Реките са преобладаващо планински, с дълбоки и тесни долини, многочислени прагове и високи (до 600 m) водопади. Пълноводни са през по-голямата част от годината. Подхранването им е предимно снежно-дъждовно, на места – ледниково. Притежават значителни хидроенергийни запаси (1-во място в Европа). Най-големите реки са Глома, Логен (Гудбрансдал), Логен (Нумедал) и др.
Списъкът на реките в Норвегия съдържа всичките 42 реки в страната с дължина над 100 km, като за всяка от тях са показани нейната дължина (ако част от течението на реката е извън пределите на страната, към дължината ѝ е добавена *), площта на водосборния ѝ басейн (ако част от водосборния басейн на реката е извън пределите на страната, след площта му е добавена *), къде се влива и какъв приток е (десен или ляв). На няколко места като една река с дължина над 100 km са посочени комбинация от реки, от най-долната до най-горната, които носят различни названия.
А – Б – В – Г – Д – Е – Ж – З – И – Й – К – Л – М – Н – О – П – Р – С – Т – У – Ф – Х – Ц – Ч – Ш – Щ – Ю – Я

## А
- Акешелва 8,2 / ?, Северно море
- Алтаелва 240 / 7389, Норвежко море

## Б
- Бардуелва 171 / 2411, Норвежко море
- Бегна 213 / 4875, ез. Тюрифиорд
- Бюелвен 190* / 1046*, ез. Венерн

## В
- Вестердалелвен 315* / 8640*, Далелвен, ляв
- Вефсна 163 / 4122*, Норвежко море
- Винстра 128 / 1596, Логен, десен

## Г
- Глома 619 / 41 955*, Северно море
- Индалселвен 430* / 26 727*, Балтийско море

## Д
- Дрива 135 / 2493, Норвежко море

## Е
- Ейдселва – Токе – Сонга 205 / 3642, Шиенселва, десен

## И
- Инарйока (Анарйока) 153* / 3152, Танаелва, десен

## К
- Карасйока 166 / 5060, Танаелва, ляв
- Квина 152 / 1453, Северно море
- Кларелвен (Трюсилелва) 460* / 11 820*, ез. Венерн

## Л
- Лакселва 103 / 1539, Баренцево море
- Логен (Гудбрансдалслоген) 204 / 11 459, ез. Мьоса
- Логен (Нумедалслоген) 359 / 5550, Северно море

## М
- Мандалселва 115 / 1880, Северно море
- Молселва 173 / 6019, Норвежко море

## Н
- Намсен 229 / 6273*, Норвежко море
- Ниделва 222 / 4015, Северно море
- Ниделва – Неа 177 / 3124, Норвежко море
- Норселва 180* / 4160*, ез. Венерн
- Нявтамйока 100 / 2963, Баренцево море

## О
- Оркла 179 / 3053, Норвежко море
- Ота 150 / 3948, Логен, десен
- Отра 247 / 3752, Северно море

## П
- Паатсйоки (Пасвикелва) 118* / 18 516*, Баренцево море

## Р
- Райсаелва 127 / 2690, Норвежко море
- Ранелва 130 / 3790, Норвежко море
- Ранселва – Дока 200 / 3772, Бегна, ляв
- Рена 152 / 4182, Глома, ляв
- Ротнан 110* / 960*, Норселва, десен

## С
- Сира 152 / 1902, Северно море
- Снарумселва – Халингдалселва 257 / 5159, Дравселва, десен

## Т
- Танаелва (Тенойоки) 348* (с Инарийока) / 16 374*, Баренцево море
- Товдалселва 143 / 1800, Северно море

## Х
- Халдеввасдрагет 149 / 1588*, Северно море
- Хоркан 184* / 3990*, Индалселвен, ляв

## Ш
- Шинселва – Тине – Мона – Квена 271 / 10 812, Северно море